# Loy Ehrlich
Loy Ehrlich, né le 30 novembre 1950 à Boulogne-Billancourt est un musicien compositeur et producteur français, multi-instrumentiste pratiquant les claviers, la guitare basse, le hajouj, le gumbass et la kora. Il est plus particulièrement connu comme membre du Hadouk Trio.

## Biographie
Alain Ehrlich (son nom de naissance) apprend le piano classique à partir de cinq ans.
À vingt ans il fréquente les membres du groupe Gong et se lie d'amitié avec Didier Malherbe.
En 1972, Loy Ehrlich décide de devenir musicien après un voyage au Maroc où il découvre la musique Gnaoui. La même année, il  fait ses débuts en tant que pianiste avec Alan Jack, le groupe psychédélique Crium Délirium, puis avec Jacques Higelin et Louis Bertignac.
En 1974, il est membre du groupe West African Cosmos avec Wasis Diop et Umban U'Kset, et s'oriente vers les musiques africaines.
Installé à la Réunion de 1977 à 1982, il rejoint Alain Péters et René Lacaille au sein du groupe Caméléon (avec Joël Gonthier, Bernard Brancard, Hervé Imare) et fonde en 1979 le groupe Carrousel (Alain Péters (chant et basse), Zoun (flûte et percussions), Joël Gonthier (percussions), Jean-Claude Viadère (chant, caïambe), Bruno Leflanchec (trompette), et Loy Ehrlich (claviers)).
Loy Ehrlich est membre des groupes Touré Kunda (1983-1985), Bertignac et les Visiteurs (1986-1987) , et Youssou N'Dour (1987-1989) avec qui il participe à la tournée d'Amnesty International avec Peter Gabriel, Sting, Bruce Springsteen et Tracy Chapman.
Dans les années 1990 il jouera également avec Ti'Fock, Wasis Diop, Gong, John Lurie, Sofi Hellborg, Amina, Geoffrey Oryema, Danyèl Waro, Diogal, Jon Hassell et Richard Bona.
Avec Didier Malherbe, il fonde en 1996 le duo Hadouk, auquel se joindra Steve Shehan en 1997 pour devenir le Hadouk Trio. Le groupe obtient les victoires du jazz en 2007.
Directeur artistique du festival Gnaoua d'Essaouira au Maroc de 2000 à 2009, il fonde le groupe Band of Gnawa en 2007 avec Cyril Atef, Louis Bertignac, Akram Sedkaoui et Saïd Boulhimas.
En 2013 nouvelle formule en quartet du groupe Hadouk  avec Didier Malherbe, Eric Löhrer (guitare) et Jean Luc di Fraya (percussions, chant)
Il est le createur du gumbass instrument hybride entre le Guembri marocain (la caisse et les cordes) et la Basse fretless (le manche)
Il partage sa vie entre la France et le Maroc.

## Discographie sélective
Leader :
- 1982 : Carrousel : La vie est un mystère (Discorama)
- 1993 : Loy Ehrlich : Les îles du désert (Tangram)

Avec Hadouk Trio :
- 1998 : Shamanimal  (Naïve Records)
- 2000 : Now (Naïve Records)
- 2003 : Hadouk Trio Live à FIP (Mélodie/ Abeille Musique)
- 2006 : Utopies (Naïve Records)
- 2007 : Baldamore (Naïve Records), enregistré en public au Cabaret Sauvage.
- 2009 : Air Hadouk (Naïve Records)

Avec Hadouk quartet :
- 2013 : Hadoukly Yours (Naïve Records)
- 2017 : Le cinquième fruit (Naïve Records)

Avec Didier Malherbe :
- 1994 : Fluvius (Tangram)
- 1996 : Hadouk (Tangram)
- 1998 : Desert Lands (Kosinus)
- 2008 : Carnets d'Asie et d'Ailleurs (Vox Terrae[2])

Collaborations :
- 1973 : Crium Delirium : Concerts Psykedeklic (Crium Amicorum)
- 1976 : West African Cosmos (CBS Records)
- 1984 : Touré Kunda : Casamance au clair de lune (Celluloïd Records)
- 1984 : Touré Kunda : Paris-Zinginchor Live (Celluloïd Records)
- 1985 : Touré Kunda : Natalia (Celluloïd Records)
- 1986 : Louis Bertignac : Bertignac et les Visiteurs (Virgin Records)
- 1988 : Youssou N'Dour : The Lion (Virgin Records)
- 2001 : Hommage à Alain Péters avec Danyèl Waro et René Lacaille : Rest'là Maloya (Cobalt)

Autres participations :
- 1992 : Wasis Diop : Hyenes (Mercury Records)
- 1994 : Jacques Higelin : Aux héros de la voltige (Universal Records)
- 1995 : Wasis Diop : No Sant (Mercury Records)
- 1998 : Alain Péters : Parabolér (Takamba) - Album posthume
- 2001 : Houria Aïchi / Henri Agnel : Sacred Songs from Algeria  (Virgin Classic)
- 2001 : Diogal : Samba Alla (Mélodie)
- 2002 : Bijan Chemirani : Eos (L'Empreinte Digitale)
- 2004 : Lama Gyourmé et Jean-Philippe Rykiel : The Lama's Chants (Last Call Records)
- 2008 : William Baldé : En corps étranger (Warner Electra Atlantic Records)
- 2008 : Alain Péters : Vavanguèr (Takamba) - Remastérisation de l'album Parabolér
- 2012 : Lindigo : Maloya Power (L'Autre Distribution)

Producteur artistique :
- 1988 : Ti'Fock : Aniel (Celluloïd)
- 1991 : Ti'Fock : Donn douler (Celluloïd)
- 1996 : René Lacaille : Aster (Discorama)
- 1998 : Alain Péters : Paraboler (Takamba) (coproducteur)
- 2001 : Diogal : Samba Alla (Mélodie)
- 2003 : Diogal : Liir (Mélodie)
- 2003 : Festival Gnaoua 2002 (A3)
- 2004 : Festival Gnaoua 2003 (A3)

## Filmographie
- 2004 : Hadouk Trio : DVD Live au Satellit Café (Naïve Records)
- 2005 : Youssou N'Dour : DVD Live at Montreux (Naïve Records)
- 2007 Hadouk Trio live au Cabaret sauvage  (DVD Naïve)

### Musiques de film
- 1991 : Blanc d’ébène de Cheik Doukouré (avec Marc Beacco)
- 1994 : Le Ballon d'or de Cheik Doukouré
- 2002 : Le prix du Pardon de Mansour Sora Wade (avec Wasis Diop)

### Jeux vidéo
Son titre Long Road apparaît dans le jeu vidéo " Uncharted 4 "